# Читтавивека
Читтавивека (синг. චිත්ත විවේකය සේනාසනය) — буддийский монастырь (традиция Тхеравада), расположен в центральной части Шри-Ланки, в окрестностях старой столицы Канди. Основан в 2018 году. Настоятелем монастыря является бханте Нянасиха (Ньянасиха) Ракване тхеро. Слово «Читтавивека» можно перевести как «отдых ума».
В этом новом, продолжающем строится монастыре есть несколько келий для проживания монахов, 3 дорожки для медитации, открытый медитационный зал и зал для подношений монахам (данасала). Строительство продолжается и в настоящее время на средства полученные от дарения. Сейчас в монастыре 12 монахов, из которых 9 являются русскоязычными. Настоятель монастыря хорошо говорит  по-русски. Ежегодно в монастыре в январе-феврале проходит медитационный ретрит продолжительностью 10 дней. Кроме, того в течение года проводятся трёх-, семи- и десятидневные ретриты, в том числе для мирян. 
Это первый русскоязычный буддийский монастырь традиции тхеравада, куда могут приезжать русскоязычные люди вообще без знания иностранных языков.

## Внешние ссылки
- Youtube канал «Буддизм. Дхамма. Тхеравада»
- Chittaviveka на RUTUBE
- Читтавивека (монастырь, тхеравада), Chittaviveka